# Kamjansker Stausee
Der Kamjansker Stausee (ukrainisch Кам'янське водосховище, bis 8. November 2017 Dniprodserschynsker Stausee) ist einer der sechs großen ukrainischen Dneprstauseen.
An den Stausee grenzen die ukrainischen Oblaste Kirowohrad, Poltawa und Dnipropetrowsk.

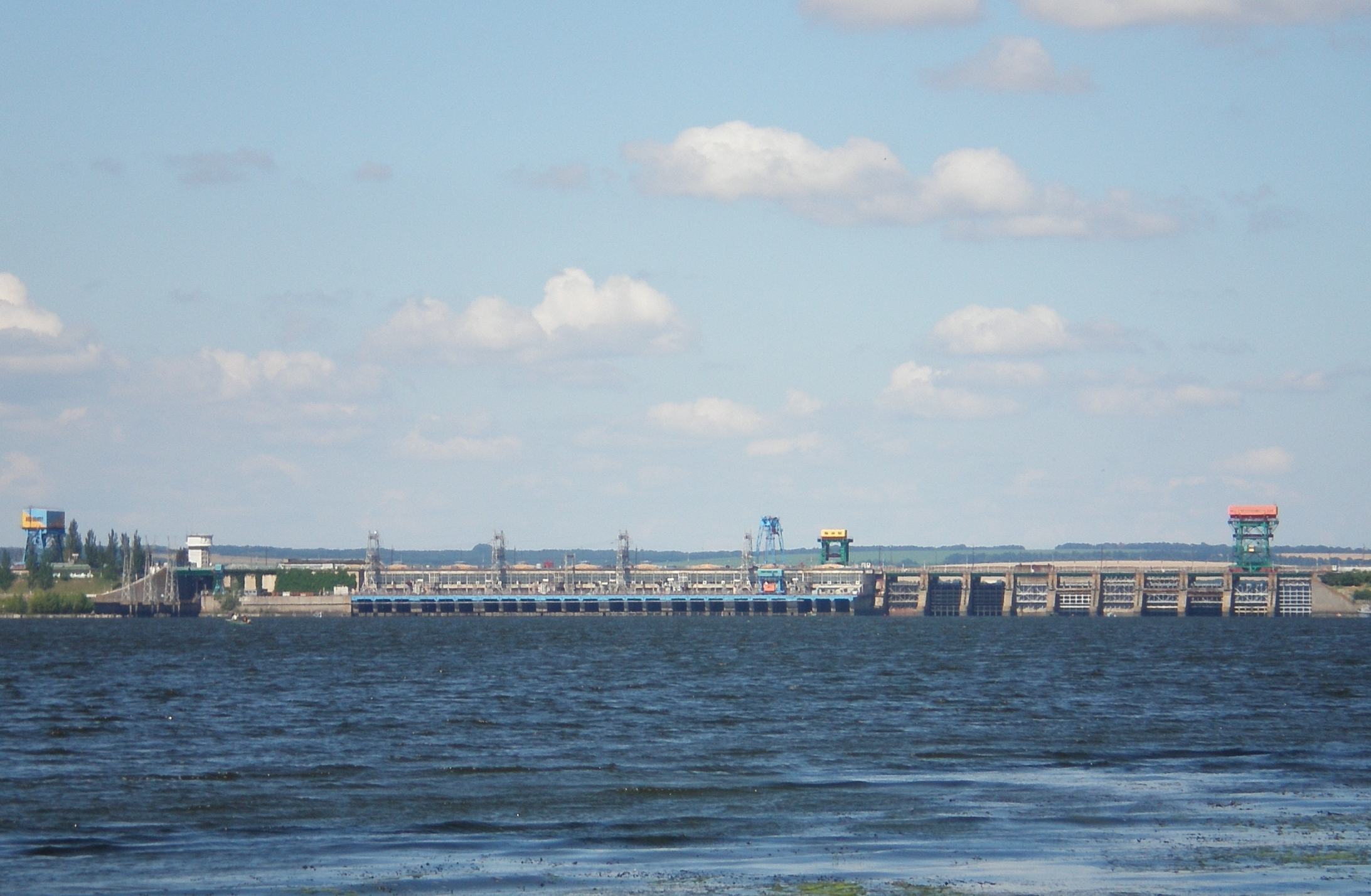
Staumauer

Der Kamjansker Stausee bedeckt 567 km² Fläche und umfasst etwa 2,45 km³ Wasser. Die Länge beträgt 114 km bei einer maximalen Breite von 8 km. Am tiefsten Punkt hat das Gewässer eine Tiefe von 16 m.
Das Absperrbauwerk ist eine Kombination aus einem Staudamm und einer Gewichtsstaumauer. Ihre Gesamtlänge beträgt mehr als 35 km, womit es eine der längsten Talsperren der Erde ist.
Der Staudamm des Sees befindet sich westlich der Stadt Kamjanske (bis 2016 Dniprodserschynsk), welche zum Dniproer Ballungsgebiet gehört. Hier befindet sich ein großes Wasserkraftwerk. Errichtet wurde der Damm 1964.
Im Zuge der Aufstauung des Sees mussten viele Bewohner umgesiedelt werden. Die meisten Menschen bezogen Wohnungen in neuen, vom sowjetischen Staat planmäßig am Ufer des aufgestauten Sees errichteten Siedlungen.
In den Stausee mündet der Fluss Worskla.

Größere Städte am Dniprodserschynsker Stausee sind die Städte Horischni Plawni und Werchnjodniprowsk.